# Friend Drive
Friend Drive (tiếng Thái: เฟรนด์ขับ; RTGS: Fren Khap) là một chương trình truyền hình Thái Lan do Jumpol Adulkittiporn (Off), Tawan Vihokratana (Tay) và Weerayut Chansook (Arm) làm host chính. Được sản xuất bởi GMMTV, chương trình được phát sóng vào lúc 9:30 (ICT), thứ Bảy trên GMM 25 và vào lúc 10:30 (ICT) cùng ngày trên YouTube và LINE TV, bắt đầu từ ngày 23 tháng 5 năm 2020.

## Nội dung
Một nhóm bạn thân là các diễn viên đều sinh năm 1991 (Jumpol Adulkittiporn, Tawan Vihokratana và Weerayut Chansook) cùng nhau đi du lịch với các khách mời khác. Họ cùng nhau tham gia nhiều hoạt động khác nhau để biến mọi hành trình trở nên thú vị hơn.

## Host
- Jumpol Adulkittiporn (Off)
- Tawan Vihokratana (Tay)
- Weerayut Chansook (Arm)

## Các tập phát sóng
| TT. | Tiêu đề  | Khách mời                                                                       | Ngày phát hành gốc   | Ref.   |
| --- | -------- | ------------------------------------------------------------------------------- | -------------------- | ------ |
| 1   | "Tập 1"  | N/A                                                                             | 23 tháng 5 năm 2020  | [ 4 ]  |
| 2   | "Tập 2"  | N/A                                                                             | 30 tháng 5 năm 2020  | [ 5 ]  |
| 3   | "Tập 3"  | N/A                                                                             | 6 tháng 6 năm 2020   | [ 6 ]  |
| 4   | "Tập 4"  | Vachirawit Chiva-aree (Bright) Metawin Opas-iamkajorn (Win)                     | 13 tháng 6 năm 2020  | [ 7 ]  |
| 5   | "Tập 5"  | Vachirawit Chiva-aree (Bright) Metawin Opas-iamkajorn (Win)                     | 20 tháng 6 năm 2020  | [ 8 ]  |
| 6   | "Tập 6"  | Perawat Sangpotirat (Krist) Tipnaree Weerawatnodom (Namtan)                     | 27 tháng 6 năm 2020  | [ 9 ]  |
| 7   | "Tập 7"  | Perawat Sangpotirat (Krist) Tipnaree Weerawatnodom (Namtan)                     | 4 tháng 7 năm 2020   | [ 10 ] |
| 8   | "Tập 8"  | Atthaphan Phunsawat (Gun)                                                       | 11 tháng 7 năm 2020  | [ 11 ] |
| 9   | "Tập 9"  | Pathompong Reonchaidee (Toy) Worranit Thawornwong (Mook)                        | 18 tháng 7 năm 2020  | [ 12 ] |
| 10  | "Tập 10" | Kanaphan Puitrakul (First) Pusit Disthapisit (Fluke) Pawat Chittsawangdee (Ohm) | 25 tháng 7 năm 2020  | [ 13 ] |
| 11  | "Tập 11" | Thanat Lowkhunsombat (Lee)                                                      | 1 tháng 8 năm 2020   | [ 14 ] |
| 12  | "Tập 12" | Nawat Phumphotingam (White)                                                     | 8 tháng 8 năm 2020   | [ 15 ] |
| 13  | "Tập 13" | Nachat Juntapun (Nicky) Leo Saussay                                             | 15 tháng 8 năm 2020  | [ 16 ] |
| 14  | "Tập 14" | N/A                                                                             | 22 tháng 8 năm 2020  | [ 17 ] |
| 15  | "Tập 15" | N/A                                                                             | 29 tháng 8 năm 2020  | [ 18 ] |
| 16  | "Tập 16" | Jirakit Kuariyakul (Toptap) Chinrat Siripongchawalit (Mike)                     | 5 tháng 9 năm 2020   | [ 19 ] |
| 17  | "Tập 17" | Ployshompoo Supasap (Jan) Harit Cheewagaroon (Sing)                             | 12 tháng 9 năm 2020  | [ 20 ] |
| 18  | "Tập 18" | Prachaya Ruangroj (Singto)                                                      | 19 tháng 9 năm 2020  | [ 21 ] |
| 19  | "Tập 19" | Way-Ar Sangngern (Joss)                                                         | 26 tháng 9 năm 2020  | [ 22 ] |
| 20  | "Tập 20" | Wachirawit Ruangwiwat (Chimon) Korapat Kirdpan (Nanon)                          | 3 tháng 10 năm 2020  | [ 23 ] |
| 21  | "Tập 21" | Chanagun Arpornsutinan (Gunsmile) Patara Eksangkul (Foei)                       | 10 tháng 10 năm 2020 | TBA    |
| 22  | "Tập 22" | Thanawat Rattanakitpaisarn (Khaotung) Supakorn Sriphotong (Pod)                 | 17 tháng 10 năm 2020 | TBA    |
| 23  | "Tập 23" | Tanutchai Wijitwongthong (Mond)                                                 | 24 tháng 10 năm 2020 | TBA    |
| 24  | "Tập 24" | Purim Rattanaruangwattana (Pluem)                                               | 31 tháng 10 năm 2020 | TBA    |
| 25  | "Tập 25" | TBA                                                                             | 7 tháng 11 năm 2020  | TBA    |